# Premi Morosoli
Els Premi Morosoli (en castellà: Premio Morosoli) van ser creats per guardonar la cultura de l'Uruguai. Són atorgats anualment per la Fundació Lolita Rubial. Tenen com a objectiu expressar el reconeixement de la societat de la ciutat de Minas a la cultura nacional uruguaiana, alhora que generar una trobada anual que propiciï la reflexió conjunta i celebri els valors humanistes, promovent l'educació i la recerca, eines per establir les bases de l'Uruguai de el futur.
Com a forma d'homenatjar l'uruguaià Juan José Morosoli, es crea el 1991 la medalla Morosoli, símbol de el moviment cultural minuano, i, en 1995, l'estatueta Morosoli i el Premi Morosoli, homenatge a la cultura uruguaiana, buscant distingir persones i institucions que, per la seva trajectòria, mèrits i aportacions a la cultura uruguaiana, s'entenguin mereixedora de tal distinció. Aquests guardons són lliurats anualment per la Fundació Lolita Rubial.
Des de 1995 se celebra anualment el lliurament de Premis Morosoli l'últim dissabte de novembre, al Teatre Lavalleja en Minas. Va ser declarada d'interès pel Ministeri d'Educació i Cultura, el Ministeri de Turisme i la Intendència de Lavalleja.
Els premis que atorga actualment són: el Premi Morosoli d'Or (únic per any), plata (per àrea), bronze (joves), Institucional i Medalla en Homenatge (morts).